# Abraham Plessner
Abraham Plessner (Łódź, atualmente Polônia, 13 de fevereiro de 1900 – 18 de abril de 1961) foi um matemático russo de família judaica. Estudou na Universidade de Giessen, onde foi aluno de Ludwig Schlesinger e Friedrich Engel. Também estudou na Universidade de Göttingen e na Universidade de Berlim. Obteve um doutorado na Universidade de Giessen em 1922. Juntamente com Kurt Hensel editou os collected works de Leopold Kronecker.
Plessner submeteu sua habilitação na Universidade de Giessen, uma qualificação adicional ao doutorado necessária para lecionar em uma universidade da Alemanha. Não conseguiu seu intento por ser cidadão russo. Foi então para Moscou, onde trabalhou no grupo de pesquisas de Nikolai Luzin na Universidade Estatal de Moscou. Embora tenha saído da Alemanha antes da ascensão dos nazistas ao poder em 1933, alguns professores o consideraram um imigrante judeu da Alemanha Nazista; sua carreira foi negativamente impactada pelo anti semitismo e ele não conseguiu retornar para a Alemanha, ao contrário outros imigrantes não-judeus como Eberhard Hopf e Wilhelm Maier. Um professor escreveu que, no caso de Plessner, "o preconceito antissemita estava misturado e parcialmente oculto pela preocupação pela falta de uma cidadania alemã".
Em 1939 foi professor da Universidade Estatal de Moscou. Também foi professor do Instituto de Matemática da Academia de Ciências da União Soviética. Em 1949 foi demitido destes dois cargos durante a campanha soviética contra os cosmopolitas sem raízes.
Plessner é amplamente reconhecido como um fundador da escola moscovita de análise funcional. Enfrentou dificuldades financeiras e de saúde em seus últimos anos de vida. Morreu em Moscou em 18 de abril de 1961.